# ワンパターン
ワンパターン（和製英語: one pattern）とは、同じような行為を繰り返すこと。

## 概要
日常会話に使用する和製英語。変化が無い、新味の無い、変わり映えのしない、工夫のないこと。消極的な意味合いがある。俗語ではワンパと省略されることもある。駄洒落で「犬の卒倒」（ワン・パタン）とも言う。類義語としてマンネリ、馬鹿の一つ覚え、等がある。
1979年には国会議事録にもこの言葉が登場し、『現代用語の基礎知識1980年版』に若者言葉として掲載された。
テレビ時代劇「水戸黄門」など、ワンパターンを芸風として磨き上げてかえって成功して「偉大なるワンパターン」といわれる場合もある。

## 備考
- 1977年頃にせんだみつおがテレビ番組において造語として流行らせたとの説があるが定かではない。
- ネットの掲示板では、同じ画像を無限に貼る、連貼り行為も表す。内容の多くが、悪意に満ちた画像で埋め尽くされる事が殆どである。